# Lista de couraçados da Grécia

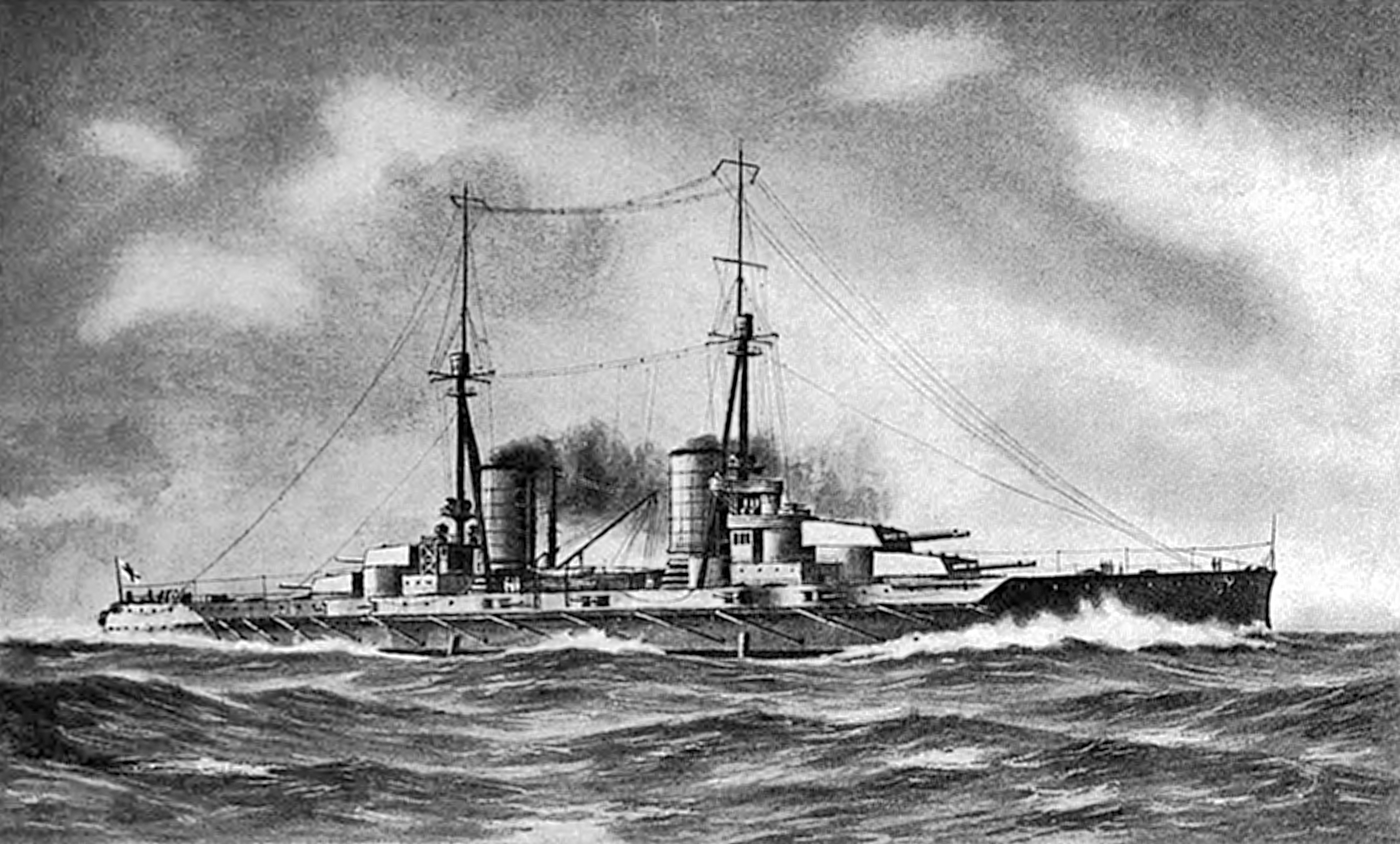
Ilustração do Salamis como se tivesse sido completado e operado pela Alemanha

A Marinha Real Helênica adquiriu ou tentou adquirir alguns couraçados na década de 1910. O Reino da Grécia embarcou em um programa de expansão naval no início do século XX para fazer frente ao seu tradicional rival, o Império Otomano. Este tinha encomendado o couraçado Reşadiye de um estaleiro britânico, o que fez com que os gregos encomendassem o Salamis de um estaleiro alemão. Os otomanos então adquiriam o ex-couraçado brasileiro Rio de Janeiro, com a Grécia respondendo encomendando o Vasilefs Konstantinos na França, que teria o mesmo projeto da Classe Bretagne. Como as construções dos navios otomanos estavam mais adiantadas, a Marinha Real comprou os obsoletos pré-dreadnoughts norte-americanos USS Mississippi e USS Idaho em 1914 como tapa-buracos, renomeando-os para Kilkis e Lemnos.
Os planos gregos foram interrompidos em 1914 pela Primeira Guerra Mundial. A construção do Vasilefs Konstantinos foi interrompida em agosto e a do Salamis em dezembro. Consequentemente, o Kilkis e o Lemnos foram os únicos couraçados operados pela Grécia. O país se manteve neutro durante os primeiros anos do conflito, porém a França tomou a Marinha Real em outubro de 1916 e desarmou ambas as embarcações, que permaneceram inativas pelo restante da guerra. Foram rearmados e atuaram na Guerra Greco-Turca. Os couraçados continuaram a operar até o início da década de 1930, quando foram relegados à papéis secundários: o Lemnos se tornou um alojamento flutuante e o Kilkis um navio de treinamento. Os dois foram atacados em abril de 1941 durante a invasão alemã da Grécia na Segunda Guerra Mundial e afundados por ataques aéreos na ilha de Salamina, com seus destroços sendo desmontados depois da guerra.
| Armas principais | Número e tamanho dos canhões da bateria principal         |
| Deslocamento     | Deslocamento do navio totalmente carregado                |
| Propulsão        | Número e tipo do sistema de propulsão e velocidade máxima |
| Batimento        | Data em que o batimento de quilha ocorreu                 |
| Lançamento       | Data em que o navio foi lançado ao mar                    |
| Comissionamento  | Data em que o navio foi comissionado em serviço           |
| Destino          | Fim que o navio teve                                      |

## Salamis
O Império Otomano, o tradicional rival da Grécia, iniciou em 1911 um processo para modernizar sua frota. Nesse mesmo ano os otomanos encomendaram o couraçado dreadnought Reşadiye de um estaleiro britânico. Essa expansão do poderio da Marinha Otomana ameaçava o controle grego do Mar Egeu. Consequentemente, para fazer frente ao navio otomano, a Marinha Real Helênica decidiu encomendar um couraçado próprio, chamado de Salamis, de um estaleiro alemão. A construção começou em julho de 1913 e seu casco foi finalizado para que pudesse ser lançado ao mar em novembro de 1914, porém o início da Primeira Guerra Mundial no final de julho interrompeu suas obras e todos os trabalhos foram parados em 31 de dezembro. Os canhões para o Salamis tinham sido encomendados nos Estados Unidos e acabaram sendo vendidos por seu fabricante, a Bethlehem Steel, para a Marinha Real Britânica a fim de armar os monitores da Classe Abercrombie. A Marinha Real Helênica recusou-se a aceitar receber o casco incompleto ao final da guerra. Ele acabou sendo desmontado em 1932 depois de uma longa arbitração entre a Marinha Real e os estaleiros da AG Vulcan em Hamburgo.
| Navio             | Armas principais | Deslocamento | Propulsão                            | Serviço       | Serviço          | Serviço         | Serviço            |
| Navio             | Armas principais | Deslocamento | Propulsão                            | Batimento     | Lançamento       | Comissionamento | Destino            |
| ----------------- | ---------------- | ------------ | ------------------------------------ | ------------- | ---------------- | --------------- | ------------------ |
| Salamis (Σαλαμίς) | 8 × 356 mm       | 19 800 t     | 3 turbinas a vapor; 23 nós (43 km/h) | julho de 1913 | novembro de 1914 | —               | Desmontado em 1932 |

## Vasilefs Konstantinos
Os otomanos adquiriram um novo couraçado no final de dezembro de 1913, quando compraram o ainda em construção Rio de Janeiro da Marinha do Brasil e o renomearam para Sultan Osman-ı Evvel. A Marinha Real respondeu ao encomendar um segundo couraçado próprio. Esta nova embarcação se chamaria Vasilefs Konstantinos e seria construída pela francesa Ateliers et Chantiers de la Loire com o mesmo projeto dos couraçados da Classe Bretagne da Marinha Nacional Francesa. As obras começaram em junho de 1914, porém o início da Primeira Guerra Mundial logo no mês seguinte paralisou todos os trabalhos, que nunca mais foram retomados. A Marinha Real recusou receber o navio incompleto ao final da guerra, o que levou a uma disputa contratual que foi resolvida apenas em 1925. O casco inacabado foi desmontado logo em seguida.
| Navio                                         | Armas principais | Deslocamento | Propulsão                            | Serviço       | Serviço    | Serviço         | Serviço            |
| Navio                                         | Armas principais | Deslocamento | Propulsão                            | Batimento     | Lançamento | Comissionamento | Destino            |
| --------------------------------------------- | ---------------- | ------------ | ------------------------------------ | ------------- | ---------- | --------------- | ------------------ |
| Vasilefs Konstantinos (Βασιλεύς Κωνσταντίνος) | 10 × 340 mm      | 25 000 t     | 4 turbinas a vapor; 20 nós (37 km/h) | junho de 1914 | —          | —               | Desmontado em 1925 |

## KilkiseLemnos

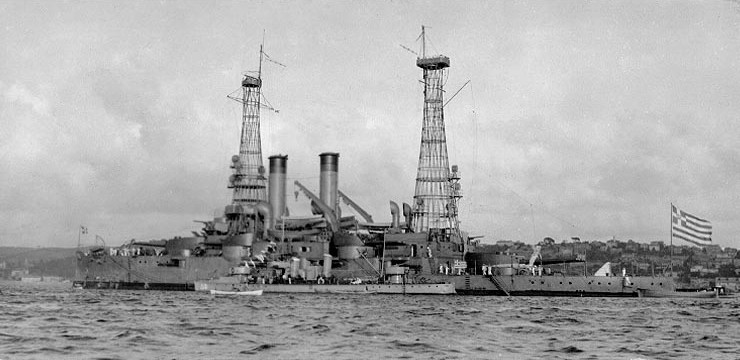
O Lemnos em meados de 1919

O Kilkis e o Lemnos eram pré-dreadnoughts que tinham sido construídos entre 1904 e 1908 pela Marinha dos Estados Unidos, originalmente nomeados USS Mississippi e USS Idaho da Classe Mississippi. Eles serviram com a frota norte-americana até junho de 1914, quando foram comprados pela Marinha Real como uma medida tapa-buraco. Eles eram necessários para conter a expansão naval otomana, cujos couraçados estavam em estágios de construção mais avançados, até que os dreadnoughts gregos pudessem ser finalizados e entregues. Os dois chegaram na Grécia em julho de 1914, dias antes do início da Primeira Guerra Mundial. A Grécia se manteve neutra pelos primeiros três anos de conflito e os navios tiveram serviço limitado. A França tomou a frota grega em outubro de 1916 e o Kilkis e Lemnos foram desarmados, porém retornaram à ativa ao final da guerra. Eles atuaram na Guerra Greco-Turca entre 1919 e 1922, com o Lemnos também participando da intervenção dos Aliados na Guerra Civil Russa.
Os dois couraçados continuaram a servir com a Marinha Real até meados da década de 1930, com o Kilkis atuando como a capitânia de toda a frota grega. O Lemnos foi desativado em 1932 e colocado na reserva, enquanto o Kilkis foi reduzido à função de navio de treinamento. O Lemnos foi desarmado e usado como alojamento flutuante a partir de 1937, já o Kilkis tornou-se uma bateria antiaérea flutuante na Base Naval de Salamina em 1940. A Alemanha invadiu a Grécia em abril de 1941 durante a Segunda Guerra Mundial e ambas as embarcações foram atacadas e afundadas em Salamina. Bombardeiros de mergulho Junkers Ju 87 os bombardearam no porto da base no dia 23, com o Kilkis afundando imediatamente e o Lemnos sendo encalhado para não afundar por completo. Eles foram desmontados no local depois da guerra.
| Navio           | Armas principais | Deslocamento | Propulsão                                      | Serviço      | Serviço          | Serviço       | Serviço           |
| Navio           | Armas principais | Deslocamento | Propulsão                                      | Batimento    | Lançamento       | Aquisição     | Destino           |
| --------------- | ---------------- | ------------ | ---------------------------------------------- | ------------ | ---------------- | ------------- | ----------------- |
| Kilkis (Κιλκίς) | 4 × 305 mm       | 14 700 t     | 2 motores de tripla-expansão; 17 nós (31 km/h) | maio de 1904 | setembro de 1905 | julho de 1914 | Afundados em 1941 |
| Lemnos (Λήμνος) | 4 × 305 mm       | 14 700 t     | 2 motores de tripla-expansão; 17 nós (31 km/h) | maio de 1904 | dezembro de 1905 | julho de 1914 | Afundados em 1941 |

### Citações
1. ↑   Gardiner 1979, p. 387
2. ↑   Sondhaus 2001, p. 220
3. 1 2 3 4 5 6 7 8 9 10   Gardiner & Gray 1985, p. 384
4. ↑   Gardiner & Gray 1985, p. 43
5. ↑   Hough 1967, p. 75
6. 1 2 3   Gardiner & Gray 1985, p. 198
7. ↑   Gardiner & Gray 1985, p. 383
8. ↑   Gardiner & Gray 1985, pp. 383–384
9. 1 2   Cressman, Robert J. (28 de setembro de 2007). «Idaho II (Battleship No. 24)». Dictionary of American Naval Fighting Ships. Naval History and Heritage Command. Consultado em 20 de fevereiro de 2022
10. ↑   Lautenschläger 1973, p. 64
11. ↑   Gardiner & Chesneau 1980, p. 404
12. ↑   Lautenschläger 1973, p. 65
13. ↑   Hore 2006, p. 89
14. 1 2 3 4   Gardiner 1979, p. 144